# GLADIATOR 003 in WAKAYAMA
GLADIATOR 003 in WAKAYAMAは、日本の総合格闘技団体「GLADIATOR」の大会の一つ。
2017年3月5日、和歌山県和歌山市の和歌山ビッグホエールで開催された。

## 大会概要
今大会のメインイベントは当初、バンタム級王者の辻川凌平が元J-NETWORKスーパーライト級王者で和歌山県出身の寒川慶一の挑戦を受ける予定であった。しかし辻川が負傷と手術により王座を返上。寒川が韓国のバン・グワンキと王座決定戦を戦うこととなった。一方、ウェルター級王者のレッツ豪太と対戦予定だったルイズ・デストリ・アビダァラが負傷欠場に。レッツ豪太は代わってROAD FC推薦のキム・ギョンピョと対戦することが大会直前に発表されている。

## 試合結果
第1試合 バンタム級 5分2R
○  北崎拓実 vs.  三宅輝砂 ×
判定2-0
第2試合 ライト級 5分2R
○  SHUNYA vs.  松岡高史 ×
判定3-0
第3試合 バンタム級 5分2R
○  大前健太 vs.  田代悠生 ×
1R 1:05 TKO
第4試合 ウェルター級 5分2R
○  ムン・ジュンヒ vs.  別府敬祐 ×
1R 3:26 TKO
第5試合 バンタム級 5分2R
○  渡部修斗 vs.  今村豊 ×
1R 2:09 リアネイキドチョーク
第6試合 フライ級 5分2R
○  NavE vs.  ヨム・ジャンウ ×
1R 1:02 TKO
第7試合 バンタム級 5分2R
○  林優作 vs.  辻川力也 ×
判定3-0
第8試合 フライ級 5分2R
○  加マーク納 vs.  和田教良 ×
判定2-1
第9試合 GLADIATORライトフライ級次期挑戦者決定戦 5分3R
○  宮城友一 vs.  草信孝謙 ×
2R 0:55 リアネイキドチョーク
第10試合 フライ級 5分2R
○  横溝和也 vs.  KAZUHO ×
1R 3:51 リアネイキドチョーク
第11試合 ウェルター級 5分3R
○  キム・ギョンピョ vs.  レッツ豪太 ×
判定2-0
第12試合 GLADIATORバンタム級タイトルマッチ 5分3R
○  寒川慶一 vs.  バン・グヮンキ ×
1R 3:23 TKO